# Philippe C. Schmitter
Philippe C. Schmitter (Washington, 19 novembre 1936) è un politologo e saggista statunitense, professore emerito presso il Dipartimento di Scienze Politiche e Sociali dell'Istituto Universitario Europeo (EUI) a Fiesole.
Dal 1967 è stato professore assistente, associato e quindi ordinario del dipartimento di Politiche dell'Università di Chicago, quindi all'Istituto Universitario Europeo (1982–86) e a Stanford (1986–96). Nel 1996 è tornato all'EUI, da cui è andato in pensione nel 2004.
Schmitter ha pubblicato ampiamente sulla politica comparata, l'integrazione regionale in Europa ed America Latina (è considerato uno dei padri della teoria neo-funzionalista negli studi europei), le transizioni dai regimi autoritari alla democrazia (democratizzazione), e l'intermediazione degli interessi di classe, professionali e settoriali (corporativismo). Di recente ha esaminato le possibilità di una democrazia post-liberale in Nord America ed Europa.
Nel 2009 Schmitter ha vinto il premio Johan Skytte di Scienza Politica per il suo "lavoro d'avanguardia sul ruolo del corporativismo nelle democrazie moderne, e per la sua analisi stimolante ed innovativa della democratizzazione." Ha anche ricevuto il Premio alla Carriera (Lifetime Achievement Award) dello European Consortium for Political Research nel 2007 e quello della  European Union Studies Association nel 2009. Sempre nel 2009 è stato insignito del Premio Mattei Dogan della  International Political Science Association (IPSA).
Parte della sua biblioteca personale, che comprende libri, riviste e documenti personali, è conservata presso la Biblioteca Centrale Roberto Ruffilli dell'Università di Bologna, Campus di Forlì.

## Pubblicazioni selezionate
- “The Nature and Future of Comparative Politics.” (2009) European Political Science Review 1(01): 33–61.
- “What Democracy Is. . . and Is Not.” (1991) Co-author with Terry Lynn Karl. Journal of Democracy 2(3): 75–88.
- Transitions from Authoritarian Rule: Tentative Conclusions About Uncertain Democracies. (1986) Co-author with Guillermo O'Donnell. Baltimore: Johns Hopkins University Press.